# Іоанн (Зізіулас)
Митрополит Пергамський Іоанн (Зізіулас) (10 січня 1931 — 2 лютого 2023) — ієрарх Константинопольського Патріархату, один із найвідоміших сучасних православних богословів.
Був співголовою Об'єднаної міжнародної православно-католицької комісії з богословського діалогу з 2006 року, коли після довгої перерви пройшло її засідання в Белграді. Попереднє засідання відбулося в 2000 році в Еммітсбурзі (США) і було присвячено темі уніатства.

## Нагороди
- 5 січня 2019 року у Стамбулі під час офіційного прийняття з нагоди підписання Томосу про автокефалію Православної Церкви України Вселенським Патріархом Варфоломієм, Президент України Петро Порошенко вручив митрополиту Пергамському Іоанну орден «За заслуги» III ступеня, яким він був нагороджений за визначну діяльність, спрямовану на зміцнення авторитету православ'я у світі, утвердження ідеалів духовності і милосердя, вагомий особистий внесок у розбудову автокефальної помісної Православної Церкви України.[4][5]